# Solenozophyllum katangaense
Solenozophyllum katangaense är en mångfotingart som beskrevs av Kraus 1958. Solenozophyllum katangaense ingår i släktet Solenozophyllum och familjen Odontopygidae. Inga underarter finns listade i Catalogue of Life.